# 1020
Початок Високого Середньовіччя •  Епоха вікінгів •  Золота доба ісламу •  Реконкіста •  Київська Русь

## Геополітична ситуація
Візантію очолює Василій II Болгаробійця. Генріх II є імператором Священної Римської імперії.
Королем Західного Франкського королівства є, принаймні формально, Роберт II Побожний.
Апеннінський півострів розділений між численними державами: північ належить Священній Римській імперії, середню частину займає Папська область, на південь від Римської області лежать невеликі незалежні герцогства, півдненна частина півострова належать Візантії. Південь Піренейського півострова займає Кордовський халіфат, охоплений міжусобицею. Північну частину півострова займають християнські королівство Леон (Астурія, Галісія), де править Альфонсо V, Наварра (Арагон, Кастилія) та Барселона.
Канут Великий є королем Англії й Данії.
У Київській Русі почалося правління Ярослава Володимировича. У Польщі править Болеслав I Хоробрий. У Хорватії триває правління Крешиміра III. Королівство Угорщина очолює Стефан I.
Аббасидський халіфат очолює аль-Кадір, в Єгипті владу утримують Фатіміди, в Середній Азії — Караханіди, у Хорасані — Газневіди. У Китаї продовжується правління династії Сун. Значними державами Індії є Пала, Пратіхара, Чола. В Японії триває період Хей'ан.

## Події
- Імператор Священної Римської імперії Генріх II на запрошення Папи Римського Бенедикта VIII розпочав свій третій похід в Італію проти візантійський володінь півдня півострова.
- У Римі у страстну п'ятницю стався землетрус, в якому звинувачено євреїв[1].
- Фатімідський халіф Аль-Хакім наказав спалити третину Каїра[2].
- Король Кнуд Великий кодифікував англійські закони.

### Наука
- Публікація «Канону лікарської науки» Авіценою[джерело?].